# 五色温泉 (群馬県)
五色温泉（ごしきおんせん）は、群馬県伊勢崎市（旧国上野国）にあった温泉。

## 泉質
- 単純鉄冷鉱泉
  - 源泉温度16.7℃

## 温泉街
一軒宿の三楽旅館が存在する。

## アクセス
- 鉄道 : 両毛線、または東武伊勢崎線伊勢崎駅下車。
- 車 : 群馬県道2号前橋館林線沿い。伊勢崎市市街地より太田市方面へ約10分。